# Modern Library
La Modern Library és una editorial, que actualment conforma una divisió de l'editorial Random House publishers. Va ser fundada el 1917 per Albert Boni i Horace Liveright, i el 1925 la va comprar Bennett Cerf. Random House va començar el 1927 com una subsidiària de Modern Library, però al final es va convertir en l'empresa mare.